# Santiago Azajo
Santiago Azajo är en ort i Mexiko.   Den ligger i kommunen Coeneo och delstaten Michoacán de Ocampo, i den södra delen av landet, 270 km väster om huvudstaden Mexico City. Santiago Azajo ligger 2 264 meter över havet och antalet invånare är 1 634.
Terrängen runt Santiago Azajo är huvudsakligen kuperad, men norrut är den platt. Runt Santiago Azajo är det ganska tätbefolkat, med 104 invånare per kvadratkilometer. Närmaste större samhälle är Zacapú, 16,2 km nordväst om Santiago Azajo. I omgivningarna runt Santiago Azajo växer huvudsakligen savannskog.